# Urban värmeö

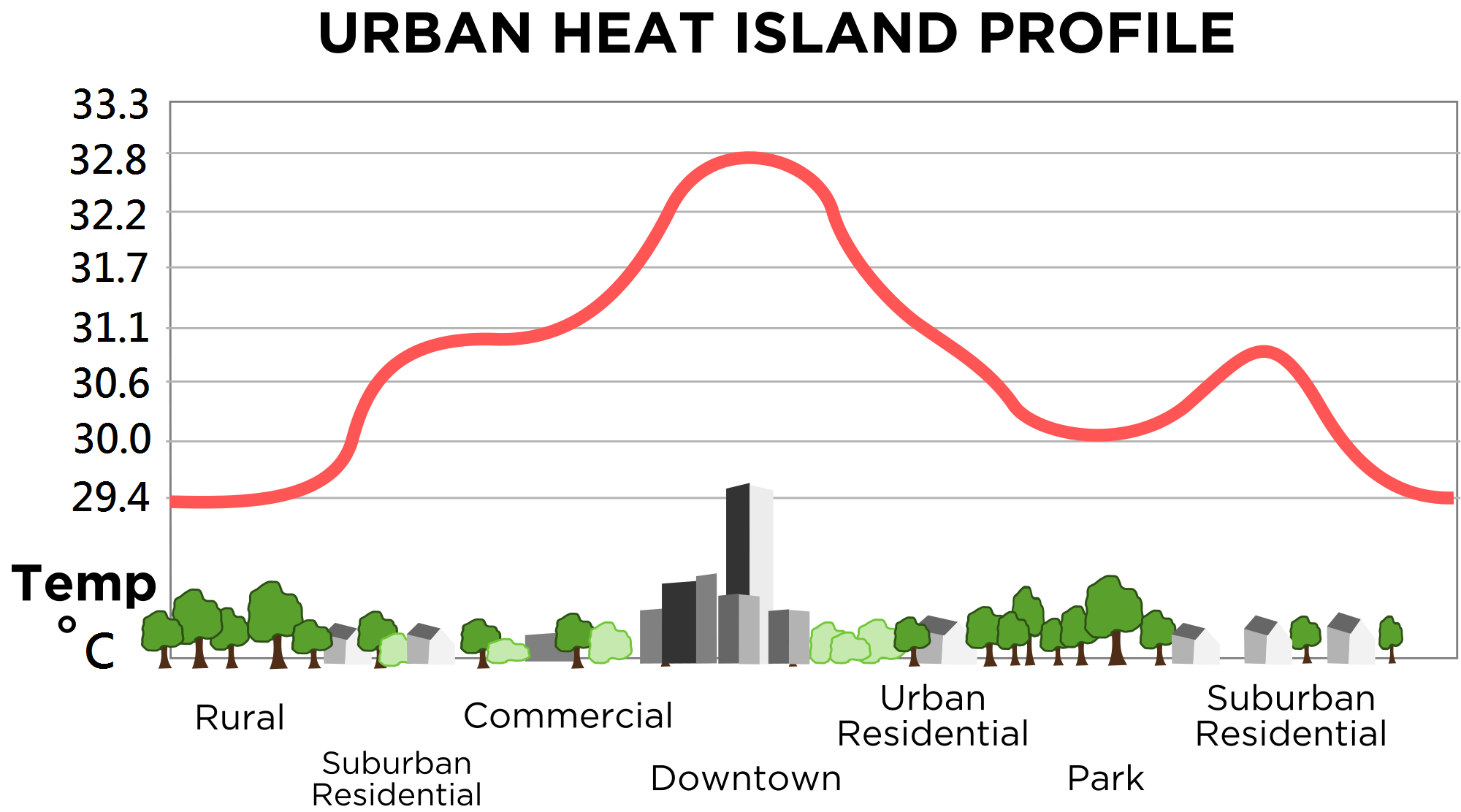
Olika bebyggelsetypers effekt på temperaturen.

En urban värmeö är ett storstadsområde som är påtagligt varmare än omgivningarna. Temperaturskillnaden är som regel större nattetid än under dagen, och större på vintern än under sommaren. Den tenderar även att vara större vid låga vindhastigheter.

## Historia
På 1810-talet undersökte den engelska vetenskapsmannen Luke Howard fenomenet värmeöar genom att studera klimatet i London.

## Uppvärmning
I subtropiska och tropiska städer ökar värmeöarna under dagen på grund av den starka solstrålningen under dagen, vilket sänker luftens relativa fuktighet. I städer med kallare klimat märks värmeöarna mer under natten, vilket minskar uppvärmningsbehovet. 

## Orsaker
Följande faktorer bidrar till att värma upp städer:
- Städer har generellt många hårdgjorda ytor med lågt  albedovärde, vilket innebär att lite solstrålning reflekteras. Ett traditionellt hustak med bitumenpapp reflekterar högst 26% av solens strålning och dylika ytor kan vara ända upp till 50°C varmare än den omgivande luften.[2]
- Byggnader, trafik och människor genererar mycket spillvärme vilket bidrar till att värma upp städer.
- Det finns betydligt mindre växtlighet i städer än på landsbygden. Träd och växter fungerar som pumpar som tar upp vatten och avger vattenånga. Detta har en kylande effekt.

## Temperatursänknande insatser
Det är inte ovanligt runt om i världen att städer önskar minska effekterna av värmeö-fenomenet, för att därmed kunna få en sänkt temperatur. En lösning är att höja stadens albedo (vithetsgrad) genom att måla mörka ytor ljusare, samt genom att plantera fler växter.
Hustak och hårdgjorda ytor (till exempel vägar) är ytor som man med fördel kan fokusera på att förbättra. De normalt mörka taken bidrar till uppvärmning av städer i hög grad, så det kan få betydande effekt att måla dessa vita, eller anlägga växtlighet på dem. Växtlighet på taken höjer albedovärdet och binder vatten vilket kyler taken.